# Campionato norvegese di pallavolo maschile
Il campionato norvegese di pallavolo maschile è un insieme di tornei pallavolistici per squadre di club norvegesi, istituiti dalla Federazione pallavolistica della Norvegia.

## Struttura
- Campionati nazionali professionistici:

Eliteserien: a girone unico, partecipano nove squadre.
- Campionati nazionali non professionistici:

1. divisjon: a girone unico, partecipano undici squadre;
2. divisjon: a sei gironi, partecipano cinquantasette squadre;
3. divisjon: a sei gironi, partecipano quarantotto squadre;
4. divisjon: a due gironi, partecipano diciotto squadre.
5. divisjon: a tre gironi, partecipano ventiquattro squadre.